# Vimmerby

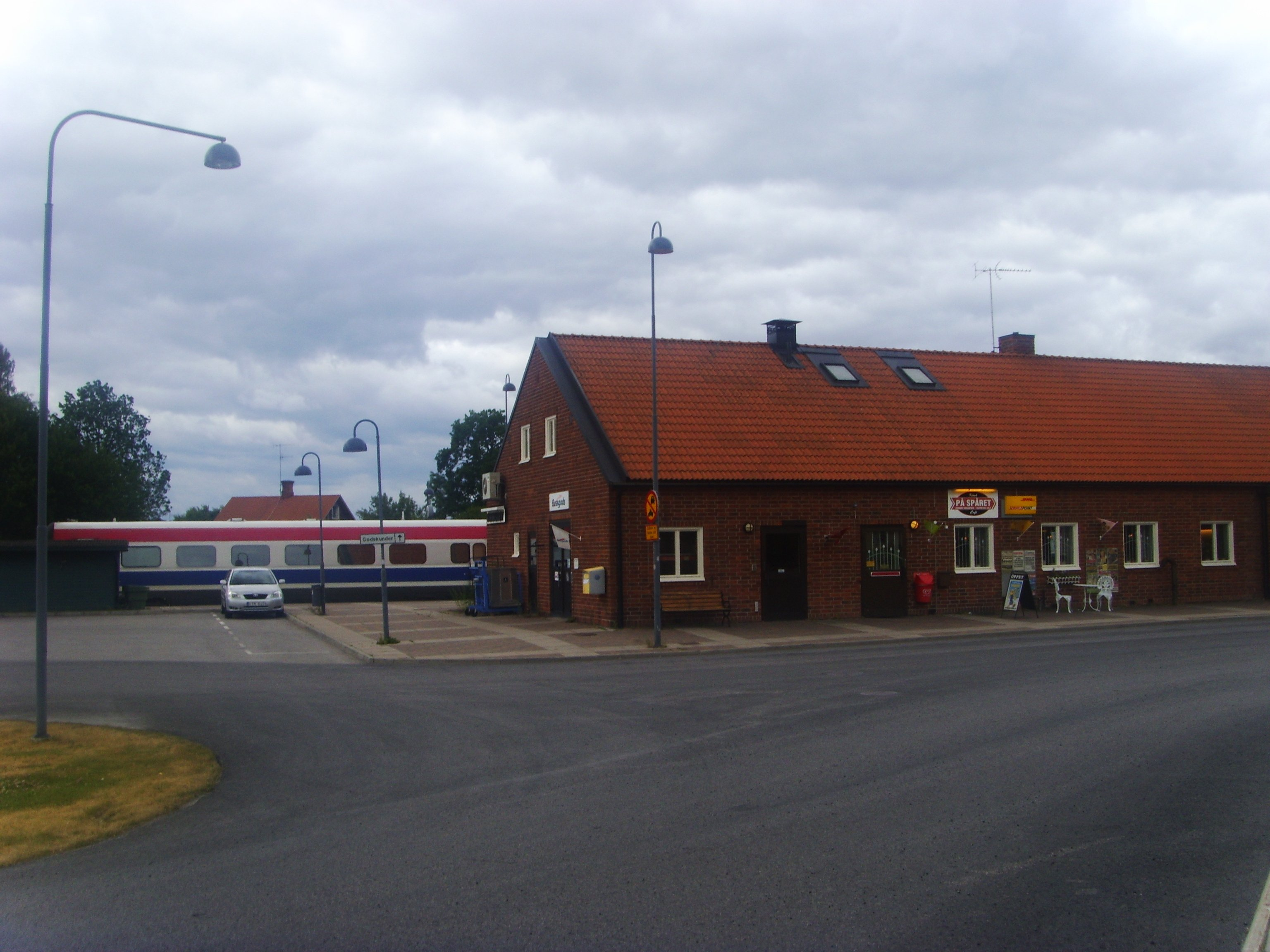
Gara

Vimmerby este un oraș în Suedia.

## Demografie
| \| Evoluția demografică a zonei urbane Vimmerby, 1970–2015 \| Evoluția demografică a zonei urbane Vimmerby, 1970–2015 \| Evoluția demografică a zonei urbane Vimmerby, 1970–2015 \| Evoluția demografică a zonei urbane Vimmerby, 1970–2015 \| Evoluția demografică a zonei urbane Vimmerby, 1970–2015 \| \| --------------------------------------------------------------------------------------- \| ------------------------------------------------------- \| ------------------------------------------------------- \| ------------------------------------------------------- \| ------------------------------------------------------- \| \| An \| \| \| Locuitori \| \| \| 1970 \| 1970 \| \| 7.201 \| 7.201 \| \| 1975 \| 1975 \| \| 7.405 \| 7.405 \| \| 1980 \| 1980 \| \| 7.319 \| 7.319 \| \| 1990 \| 1990 \| \| 7.394 \| 7.394 \| \| 1995 \| 1995 \| \| 7.779 \| 7.779 \| \| 2000 \| 2000 \| \| 7.808 \| 7.808 \| \| 2005 \| 2005 \| \| 7.827 \| 7.827 \| \| 2010 \| 2010 \| \| 7.934 \| 7.934 \| \| 2015 \| 2015 \| \| 8.037 \| 8.037 \| \| Sursa: SCB - Statistika Centralbyrån, Folkmängden per tätort. Vart femte år 1960 - 2016 \| \| \| \| \| |      |  |           |       |
| Evoluția demografică a zonei urbane Vimmerby, 1970–2015 |      |  |           |       |
| An |      |  | Locuitori |       |
| 1970 | 1970 |  | 7.201     | 7.201 |
| 1975 | 1975 |  | 7.405     | 7.405 |
| 1980 | 1980 |  | 7.319     | 7.319 |
| 1990 | 1990 |  | 7.394     | 7.394 |
| 1995 | 1995 |  | 7.779     | 7.779 |
| 2000 | 2000 |  | 7.808     | 7.808 |
| 2005 | 2005 |  | 7.827     | 7.827 |
| 2010 | 2010 |  | 7.934     | 7.934 |
| 2015 | 2015 |  | 8.037     | 8.037 |
| Sursa: SCB - Statistika Centralbyrån, Folkmängden per tätort. Vart femte år 1960 - 2016 |      |  |           |       |